# Jai alai

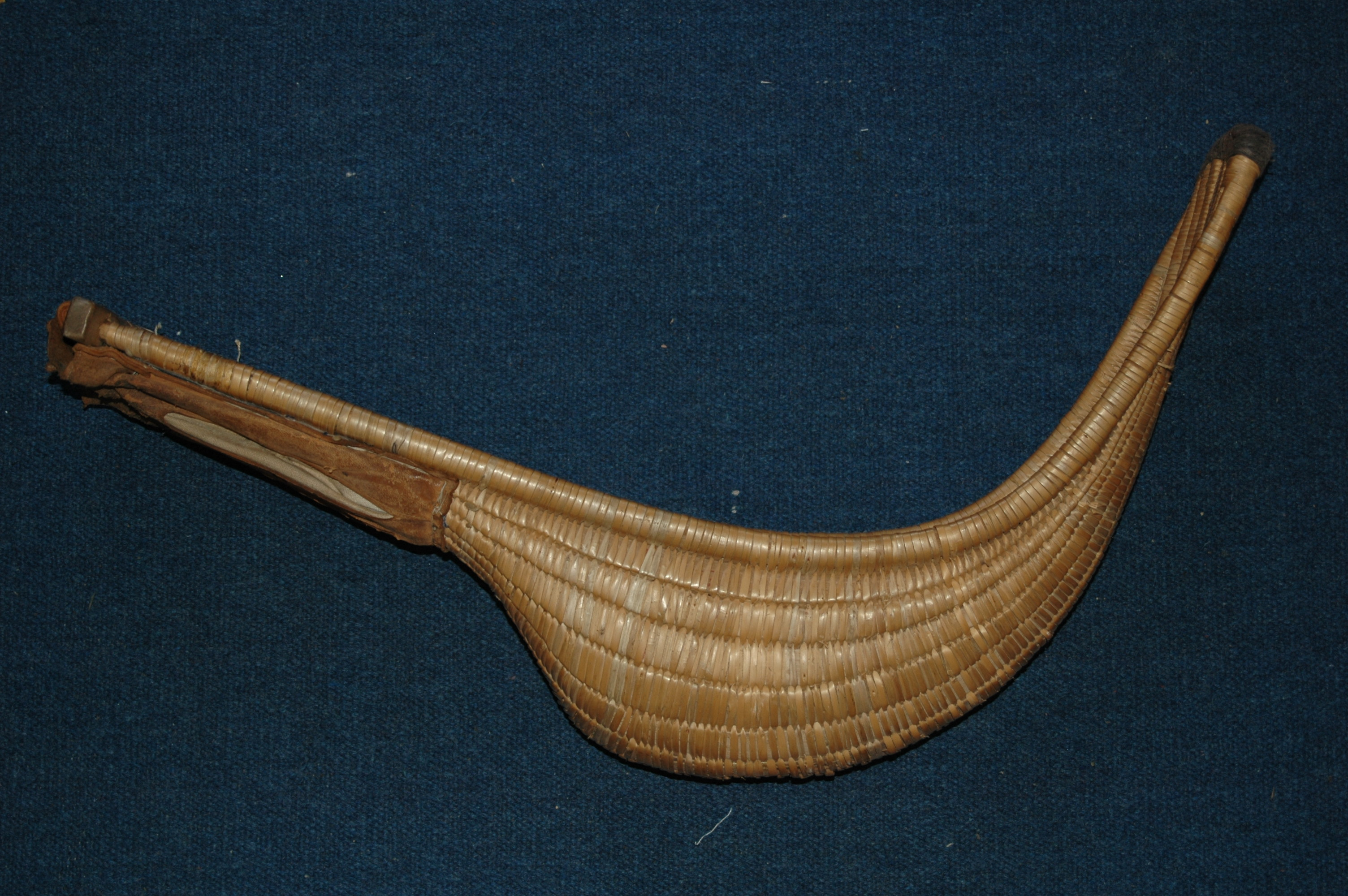
Cesta (xistera) används som slunga i jai alai

Jai Alai, eller Cesta Punta som det kallas på spanska, är en variant av baskisk pelota. Spelet härstammar från Baskien, ett område vid den innersta delen av Biscayabukten, uppdelat mellan Frankrike och Spanien. Under 1900-talet har sporten genom emigranter från området spridits till bland annat USA. 
Jai Alai spelas på en cirka 50 meter lång bana, kallad frontón. Banan består av en vänstervägg, en bakre vägg samt en framvägg, och saknar alltså vägg längs den högra sidan. Till reglerna liknar spelet squash, eftersom det går ut på att turas om att slunga en boll mot frontväggen tills någon av spelarna misslyckas med att träffa densamma. Istället för racket används dock en handgjord flätad träslunga (en slags förlängd handske), kallad cesta (eller xistera). Spelaren på tur skall efter studs fånga bollen för att sedan i en kontinuerlig rörelse slunga bollen mot väggen. På grund av banans asymmetri kan bara högerhänta personer spela jai alai .      
Jai Alai har gjort sig ett rykte att vara en av världens snabbaste bollsporter eftersom man lyckats mäta upp bollhastigheter på uppemot 300 km/h. Detta medför att en spelare som råkar träffas av en boll riskerar allvarliga skador. 
Sporten  spelas professionellt  i USA, främst i sydliga stater som Florida och är då knuten till vadhållning.